# Cost variable

Descomposició dels Costos totals en costos fixos i costos variables.

Un cost variable és aquell que es modifica d'acord amb les variacions del volum de producció (o nivell d'activitat), es tracti tant de béns com de serveis. És a dir, si el nivell d'activitat decreix, aquests costos decreixen, mentre que si el nivell d'activitat augmenta, també ho fa aquesta classe de costos.
Juntament amb els costos fixos, constitueixen els costos totals:
{\displaystyle CT=CF+CV\,}
Tret dels casos de canvis estructurals, en les unitats econòmiques —o unitats productives— els costos variables tendeixen a mostrar un comportament lineal, cosa que els confereix la característica de posseir un valor mitjà per unitat que tendeix a ser constant. Tanmateix, en la teoria microeconòmica els costos variables se solen considerar no lineals: existeix un primer tram de rendiments creixents seguit d'un tram de rendiments decreixents.
Tots aquells costos que no són considerats variables són fixos. Aquesta distinció és essencial per a prendre decisions basades en costos, com per exemple, en màrqueting, a l'hora de determinar quant es pot invertir en una campanya promocional.

## Exemples
Un exemple de cost variable serien les comissions que es paguen als comercials en funció de les vendes. En cas que les vendes pugin, les despeses per comissions també ho faran, i a l'inrevés.
Un altre exemple de cost variable és la despesa en matèries primeres que fa una empresa. Si el nivell d'activitat cau, també ho fa el de despeses en matèries primeres; i si puja, també pujarà la despesa.
Finalment, en un supermercat, si els caixers es contracten segons el nombre previst de clients, llurs salaris constitueixen un cost variable.
- Vegeu un exercici de Costos (castellà)